# Cachoeira do Piriá
Cachoeira do Piriá – miasto i gmina w Brazylii, w stanie Pará. Znajduje się w mezoregionie Nordeste Paraense i mikroregionie Guamá.